# Admesturius
Admesturius e un gen al familiei de păianjeni săritori Salticidae.

## Specii
- Admesturius bitaeniatus (Simon, 1901) (Chile)
- Admesturius schajovskoyi (Galiano, 1988) (Chile, Argentina)